# Rautkofel
Rautkofel (italsky Monte Rudo) je 2 826 m vysoká hora v Sextenských Dolomitech v Jižním Tyrolsku (Itálie). Hora leží asi 10 km jižně od městečka Toblach na východní straně údolí Val di Landro. Vrchol je součástí přírodního parku Drei Zinnen. Skládá se z několika vrcholů včetně: Teston di Rudo (Schwalbenalpenkopf, 2 607 m), Monte Rudo-ovest (Westlicher Rautkofel, 2 737 m), Monte Rudo di Mezzo (Mittlerer Rautkofel, 2 608 m) a Monte Rudo-grande (Großer Rautkofel, 2 826 m).

## Historie
Za první světové války se Rautkofel nacházel mírně vzadu na hraniční linii mezi Italským královstvím a Rakousko-Uherskem, přesněji řečeno za horou Monte Piana, o kterou se během konfliktu vedly tvrdé boje a které si vyžádaly přes 14 000 obětí.

## Přístup
Hora je přístupná po jediné cestě, která je klasifikována jako horský chodník a není vyznačen není vyznačen turistickým značením v topografických mapách. Cesta na vrchol začíná za horní částí pevnosti Landro, na staré vojenské soumarské stezce, která byla po skončení první světové války zcela zanedbána, a proto se kvůli sesuvům půdy a zvětrávání během téměř století omezila na malou pěšinu. Tato stezka vede klikatě po zhruba šedesáti serpentinách a není ani příliš náročná. Po dvou hodinách chůze, která není nikdy příliš namáhavá, dorazíte k prvním malým kasárnám, kde se také nachází dolní stanice bývalé vojenské lanové dráhy.
Odtud začíná druhá část trasy, zcela odlišná od dosud prošlé části; vede po náročném alpském chodníku, který nejprve stoupá do větší výšky a pak přechází stěnu s římsou. Celá tato druhá část je však extrémně náchylná k sesuvům, takže ji může absolvovat jen zkušený turista s pevným krokem, rovnováhou a dobrým orientačním smyslem. Tento druhý úsek vede k bývalé horní stanici vojenské lanovky, kde se nachází několik kasáren a stanovišť a také nádherný panoramatický výhled na Monte Paterno, Croda dei Toni, Tre Cime di Lavaredo, Monte Piana, Monte Cristallo a Croda Rossa d'Ampezzo, zkrátka na mnoho nejznámějších vrcholů Dolomit. Vidět jsou také dvě jezera: Dürrensee a Lago di Misurina.
Z vrcholu je možné pokračovat dále například na vrchol Teston di Rudo a následně sestoupit údolím Val Bulla do údolí Val di Landro.

## Galerie

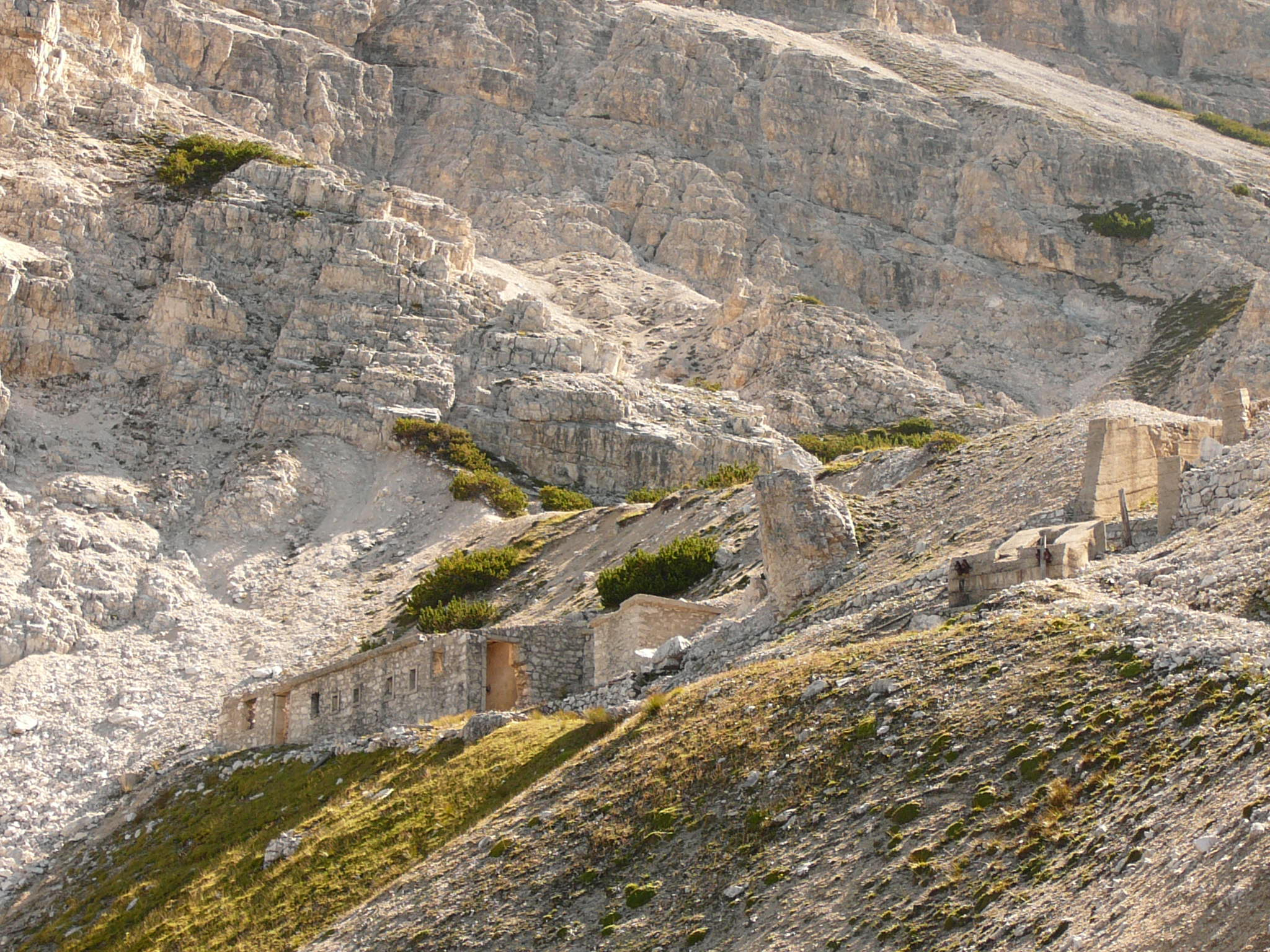
kasárna u bývalé dolní stanice lanovky
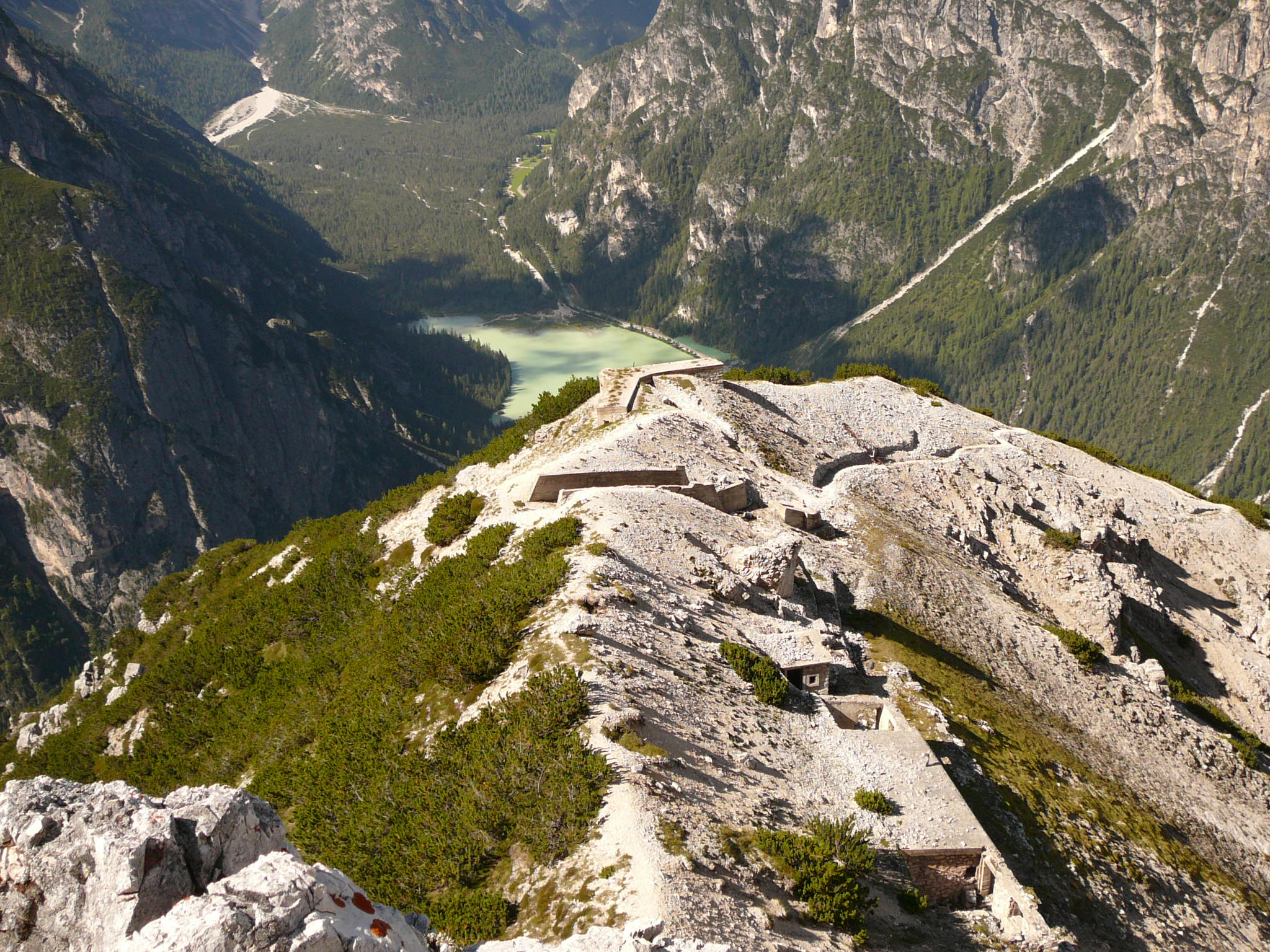
pohled na dolní stanici bývalé lanovky shora
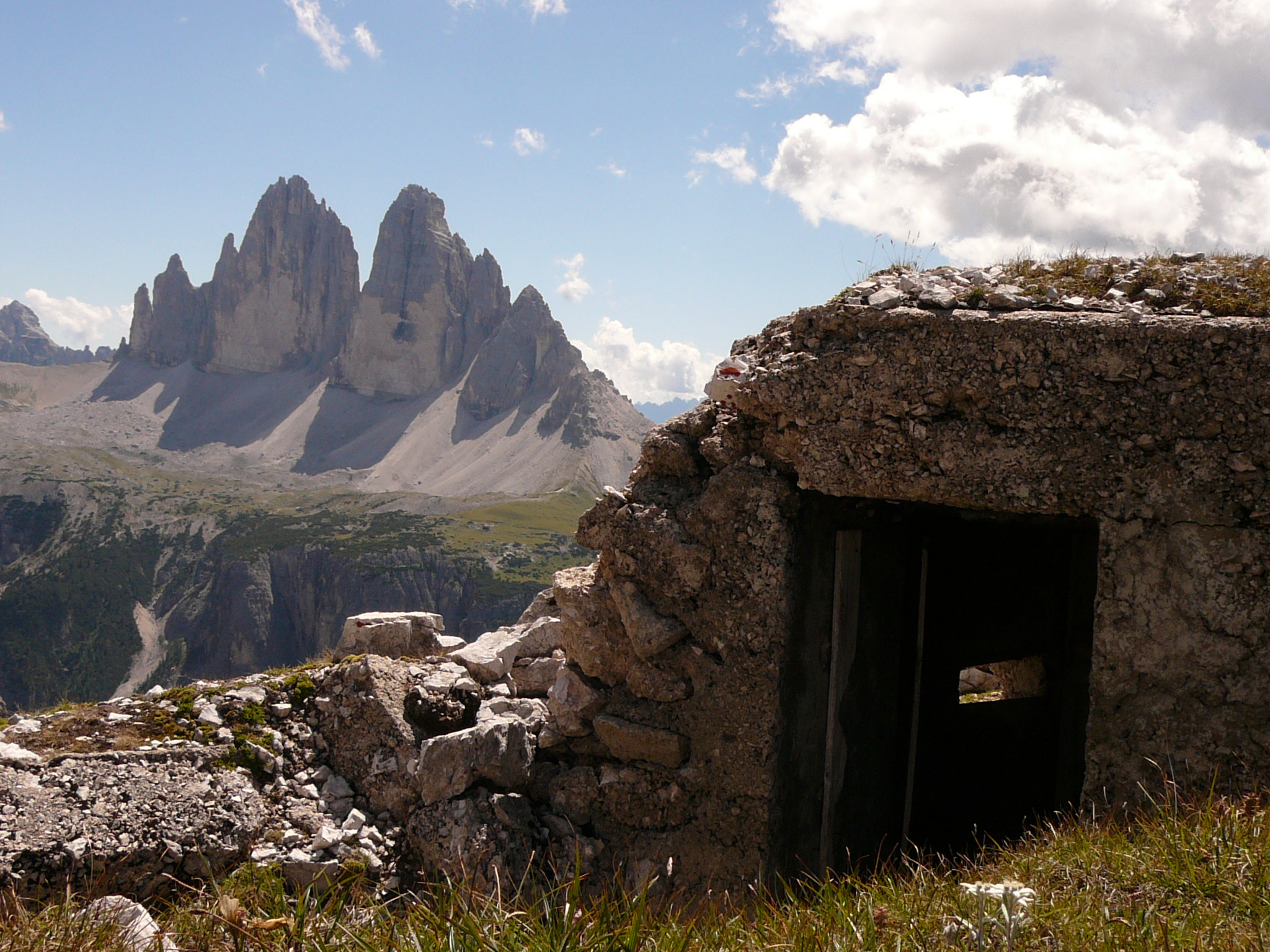
pozůstatky kasáren na vrcholu a pohled na Tre Cime di Lavaredo